# قرة قول (أوزبكستان)
 قرة قول  ، التي تعرف أيضا باسم قراقول، هي مدينة في أوزبكستان في مقاطعة بخارى. أعطت إسمها إلى الأغنام التي تُربُى تحت اسم قرة قول (غنم).